# Andrzej Braun
Andrzej Braun (ur. 19 sierpnia 1923 w Łodzi, zm. 9 listopada 2008 w Warszawie) – polski pisarz, poeta, reportażysta.

## Życiorys
Matka Brauna, Anna z Żylińskich (1889–1952), pochodziła z polskiej rodziny szlacheckiej. Ojciec Andrzeja Brauna, Jan Tymoteusz Braun (ur. 1887), był wnukiem górala z Bawarii, którego syn dotarł do Łodzi w poszukiwaniu pracy około połowy XIX w. Ojciec, od 1926 roku do wybuchu II wojny światowej był kierownikiem Szkoły Powszechnej nr 30 im. św. Stanisława Kostki w Łodzi, przy ul. Wspólnej 5/7. Był również działaczem okręgu łódzkiego Związku Nauczycielstwa Polskiego oraz prezesem Polskiej Organizacji Wojskowej w okręgu łódzkim. Andrzej Braun był bratem Włodzimierza (ur. i zm. w 1917), Michaliny Wisłockiej (1921–2005) – lekarza-ginekologa i seksuolożki, oraz Jana (1926–2015) – sumerologa.
Andrzej Braun maturę zdał w Łodzi, w wieku 16 lat, a w 1939 roku złożył dokumenty do Szkoły Morskiej w Gdyni.
Przed wojną rodzina Braunów mieszkała w pomieszczeniu służbowym szkoły, której kierownikiem był ojciec. W I połowie października 1939 rodzinę wykwaterowano, gdy przejęli szkołę niemieccy okupanci. Następnie, przez obóz przesiedleńczy na Radogoszczu w Łodzi (kilkanaście godzin pobytu), wywiezieni zostali transportem przesiedleńczym do Krakowa. Stąd rodzina wyjechała do wsi Narama w powiecie miechowskim (15 km od Krakowa), gdzie ojciec objął stanowisko nauczyciela i tu pozostał do końca okupacji wraz z żoną i synami, a córka, Michalina Wisłocka, wyjechała do męża do Warszawy.
Od 1940 roku Andrzej Braun był żołnierzem ZWZ-AK, w 1944 roku działał w partyzantce na Kielecczyźnie.
Zadebiutował w roku 1946 na łamach tygodnika „Kuźnica” (Łódź) jako poeta. Studiował filologię polską na Uniwersytecie Łódzkim i na Uniwersytecie Wrocławskim oraz na Wydziale Dramatycznym w Państwowej Wyższej Szkole Teatralnej w Warszawie. Od 1947 roku był członkiem PPR. Członkiem PZPR był w latach 1948–1968. Od 1949 roku pracował w wydziale kultury KC PZPR. W latach 1950–1952 był członkiem redakcji tygodników „Nowa Kultura” (kierownik działu poetyckiego) i „Sztandar Młodych”. W latach 1953–1954 był pracownikiem szpitala Polskiego Czerwonego Krzyża w Korei Północnej, a w latach 1954–1956 pracował jako korespondent wojenny dziennika „Trybuna Ludu” w Pekinie. Od 1957 do 1963 roku pełnił funkcję kierownika literackiego Zespołu Filmowego „Droga”, zaś w latach 1963–1966 kierownika Redakcji Filmowej Telewizji Polskiej. Od 1973 do 1974 roku był stypendystą University of Iowa w USA.

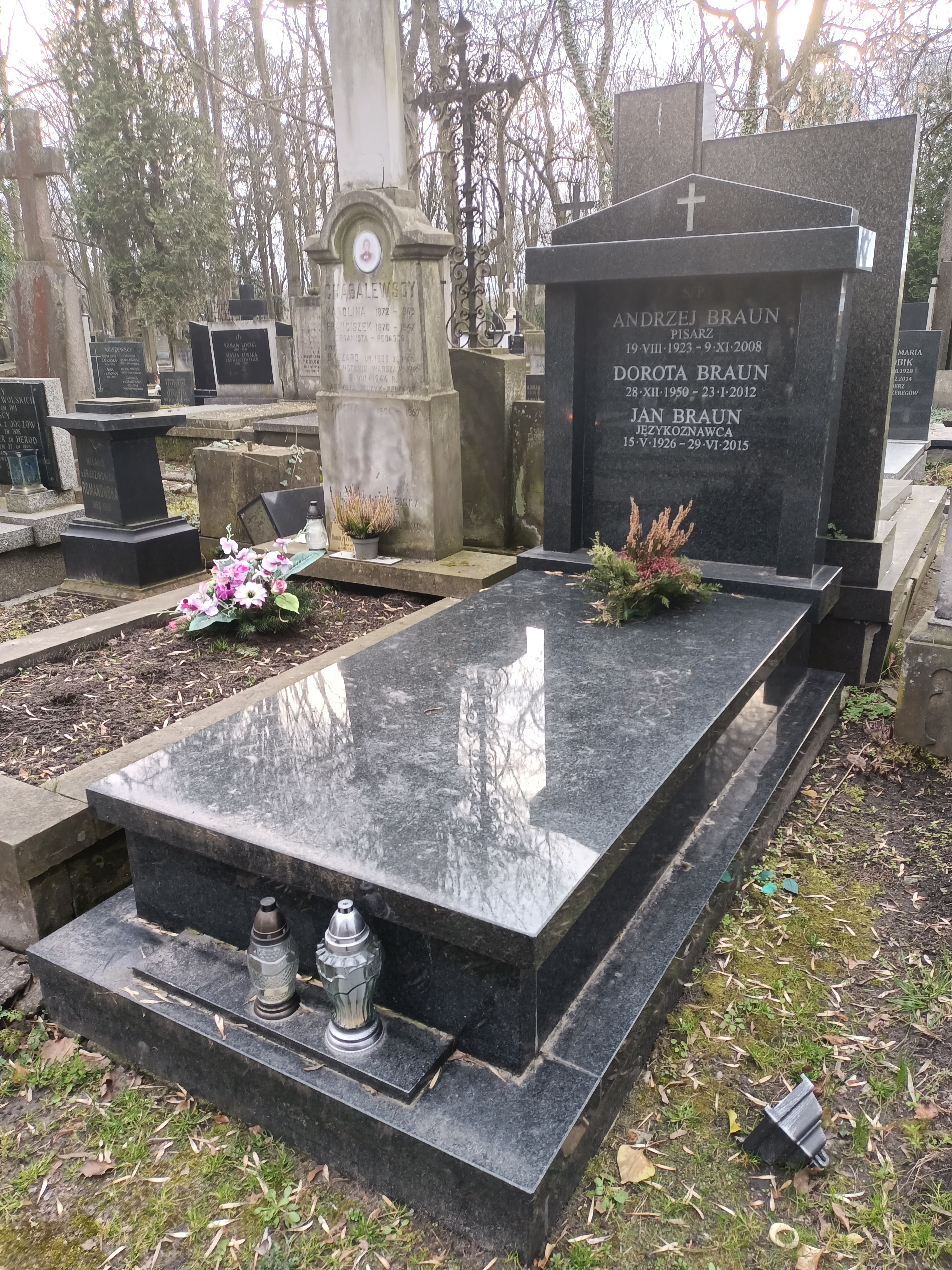
Grób Andrzeja Brauna na cmentarzu Powązkowskim

Od roku 1975 był prezesem Polskiego Klubu Conradowskiego a od 1994 przewodniczącym Rady Kultury przy prezydencie RP. 23 sierpnia 1980 roku dołączył do apelu 64 uczonych, pisarzy i publicystów do władz komunistycznych o podjęcie dialogu ze strajkującymi robotnikami. W latach 1990–1993 pełnił funkcję prezesa Stowarzyszenia Pisarzy Polskich.
Zmarł w Warszawie, pochowany na cmentarzu Powązkowskim (kwatera 51-1-5).
Rodzina
Ze związku z Zofią ze Świeżawskich (1918–1995) urodziła się córka Ewa Braun – scenograf i dekorator.

## Twórczość

### Tomiki poezji
- Szramy
- Reportaż serdeczny
- Młodość
- Wiosna sześciolatki (wspólnie z Andrzejem Mandalianem i Wiktorem Woroszylskim)

### Powieści
- Lewanty
- Zdobycie nieba
- Próżnia
- Próba ognia i wody
- Bunt
- Rzeczpospolita chwilowa
- Wallenrod
- Królestwo konieczności

### Tomy opowiadań
- Zwycięzcy znad Tatu-Ho
- Noc długich noży
- Piekło wybrukowane i inne opowiadania

### Inne (reportaże, opowieści, szkice)
- W kraju odzyskanych przyjaciół
- Blask ciemności
- Samolotem i lektyką
- Śladami Conrada
- Kreacje Costaguany. Świat południowoamerykański u Conrada
- Piękna śmierć (opowiadanie z maja 1946)[5]

## Ordery i odznaczenia
- Krzyż Kawalerski Orderu Odrodzenia Polski
- Złoty Krzyż Zasługi
- Medal 10-lecia Polski Ludowej (19 stycznia 1955)[6]
- Odznaka ZAiKS-u (1993)[7]
- Medal Zasługi (Koreańska Republika Ludowo-Demokratyczna)
- Medal Zwycięstwa (Koreańska Republika Ludowo-Demokratyczna)
- Odznaka Honorowa Ochotniczych Wojsk Chińskich

## Nagrody
- 1955 – wyróżnienie Podkomitetu Literatury i Sztuki Nagrody Państwowej za powieść Lewanty[8]
- 1972 – Nagroda Ministra Kultury i Sztuki II stopnia za powieść Próżnia
- 1976 – nagroda Instytutu Wydawniczego CRZZ za powieść Próba ognia i wody
- 1998 – nagroda literacka im. W. Reymonta[9]